# Robert Lorenz (Landrat)
Robert Ernst Bernhardt Lorenz (* 26. Oktober 1872 in Tarnowo, Kreis Kosten; † 1948 in Hecklingen) war ein deutscher Verwaltungsjurist und Rittergutsbesitzer.

## Leben
Robert Lorenz war ein Sohn von Bernhardt Lorenz (Landesökonomierat, Rittergutsbesitzer Pianowo) und dessen Ehefrau Marie Lorenz geb. Lehmann Er besuchte das Friedrich-Wilhelms-Gymnasium in Posen, wo er 1891 die Reifeprüfung bestand, und studierte anschließend Rechtswissenschaften an der Eberhard Karls Universität Tübingen und der Universität Leipzig. 1892 wurde er Mitglied des Corps Suevia Tübingen. Noch im selben Jahr schloss er sich dem Corps Misnia Leipzig an. 1896 bestand er das erste Staatsexamen. Nach seiner Promotion zum Dr. jur. legte er 1902 das zweite Staatsexamen ab und trat als Regierungsassessor bei der Bezirksregierung Posen in den preußischen Staatsdienst ein. Er kam später nach Kosten und war von 1907 bis zur Abtretung an Polen Landrat des Kreises Kosten. Als Besitzer des Ritterguts Nielęgowo lebte er dann in Polen. Von 1943 bis 1945 war er vertretungsweise nochmals Landrat des Landkreises Kosten (Wartheland). Als Ostflüchtling starb er 1948 in Hecklingen.